# Rayane Bounida
Rayane Bounida (Vilvoorde, 3 maart 2006) is een Belgisch-Marokkaanse voetballer die doorgaans speelt als aanvallende middenvelder bij Jong Ajax. Hij speelde zeven jaar in de jeugdopleiding van RSC Anderlecht.

## Clubarrière

### Jeugd
Al op jonge leeftijd viel Bounida op door zijn uitzonderlijke technische vaardigheden en spelinzicht. Hij speelde bij Vilvoorde FC en OH Leuven en sloot zich in 2013 aan bij de jeugdopleiding van RSC Anderlecht. Europese topscouts trokken massaal naar het jeugdcentrum van RSC Anderlecht in Neerpede om zijn talent in actie te zien. Ondanks zijn tengere gestalte was er veel interesse van buitenlandse topclubs, waaronder Manchester City en Paris Saint-Germain, om hem op zijn zestiende verjaardag zijn eerste profcontract aan te bieden. 
Uiteindelijk koos Bounida op 7 maart 2022 voor Ajax, waar hij een contract tekende tot 30 juni 2025. Bij de ondertekening was ook de familie van voormalig Ajax-speler Abdelhak Nouri aanwezig. Hij sloot zich aan bij de onder-17 ploeg van de club. Volgens berichten zou Bounida een contract hebben getekend waarmee hij meer dan 700.000 euro per jaar zou verdienen.

### Ajax
Op 9 december 2024 maakte Bounida zijn debuut in het professionele voetbal voor Jong Ajax in een wedstrijd in de Keuken Kampioen Divisie tegen De Graafschap. Hij begon op de bank en viel in de 86e minuut in. Bij zijn debuut wist hij direct te scoren. In de daaropvolgende vijf wedstrijden vond hij vier keer het net.
Op zondag 2 februari 2025 speelde Ajax tegen Feyenoord in De Klassieker. Bounida was voor deze wedstrijd opgenomen in de selectie van het eerste elftal, maar bleef op de bank.
Op 15 februari 2025 verlengde Bounida zijn contract bij Ajax tot 30 juni 2028, met een optie voor nog een jaar. Eerder gingen er geruchten over een mogelijk vertrek , aangezien de contractbesprekingen stagneerden. Door de financiële onenigheid van de club, omdat Ajax aanvankelijk niet het salaris kon bieden dat Bounida voor ogen had. Eén dag na het bijtekenen maakte hij zijn debuut in het eerste, in een 4-0 winst tegen Heracles Almelo. Hij kwam in de 77e minuut in de ploeg voor Brian Brobbey.

## Clubstatistieken
| Seizoen     | Club        | Competitie     | Competitie | Competitie | Competitie | Beker | Beker | Beker | Internationaal | Internationaal | Internationaal | Totaal | Totaal | Totaal |
| Seizoen     | Club        | Competitie     | Wed.       | Dlp.       | Ass.       | Wed.  | Dlp.  | Ass.  | Wed.           | Dlp.           | Ass.           | Wed.   | Dlp.   | Ass.   |
| ----------- | ----------- | -------------- | ---------- | ---------- | ---------- | ----- | ----- | ----- | -------------- | -------------- | -------------- | ------ | ------ | ------ |
| 2024/25     | Jong Ajax   | Eerste Divisie | 10         | 6          | 1          | —     | —     | —     | —              | —              | —              | 10     | 6      | 1      |
| Club Totaal | Club Totaal | Club Totaal    | 10         | 6          | 1          | 0     | 0     | 0     | 0              | 0              | 0              | 10     | 6      | 1      |
| 2024/25     | Ajax        | Eredivisie     | 1          | 0          | 0          | 0     | 0     | 0     | 0              | 0              | 0              | 1      | 0      | 0      |
| Club Totaal | Club Totaal | Club Totaal    | 1          | 0          | 0          | 0     | 0     | 0     | 0              | 0              | 0              | 1      | 0      | 0      |
| Totaal      | Totaal      | Totaal         | 11         | 6          | 1          | 0     | 0     | 0     | 0              | 0              | 0              | 11     | 6      | 1      |

## Interlandcarrière
Bounida speelde meerdere jeugdinterlands voor België en kwam uit voor de nationale teams onder-16, onder-17, onder-18 en onder-19.

## Trivia
- Zijn grootste voetbalidool is voormalig Ajax-speler Abdelhak Nouri, die op jonge leeftijd een hartaanval kreeg op het voetbalveld en er blijvende zware hersenschade aan overhield. Bounida draagt regelmatig doelpunten aan hem op door met zijn vingers het getal 34 te tonen, wat het oude shirtnummer van Nouri was.[5]
- Compilatiefilmpjes van de achtjarige dribbelende Bounida op YouTube maakten van hem een internetfenomeen. Gedurende zijn tijd bij de jeugd van RSC Anderlecht kreeg hij honderdduizenden Instagram volgers wat hem een sponsorcontract bij Nike opleverde. Zo dook hij in 2019 op in een reclamespot van Eden Hazard voor hun Mercurial-voetbalschoen.